# Mecistoptera porphyriopasta
Mecistoptera porphyriopasta är en fjärilsart som beskrevs av George Francis Hampson. Mecistoptera porphyriopasta ingår i släktet Mecistoptera och familjen nattflyn. Inga underarter finns listade i Catalogue of Life.